# Sigismund Knuth
Graf Sigismund Ellis Frederik Victor Lüttichau Knuth-Knuthenborg (* 3. März 1895 auf Store Grundet; † nach 1963) war ein dänischer Oberstleutnant und Kammerherr.

## Leben
Herkunft und Familie
Knuth entstammte dem mecklenburgisch-dänischen Uradelsgeschlecht Knuth, er war der einzige Sohn und das ältere zweier Kinder des Juristen und Hofjägermeisters Christian Frederik Knuth (1862–1936) und dessen Gattin Sigrid, geb. Lorck. Am 30. November 1922 heiratete Knuth Elisabeth Denise de Fine Skibsted in der Kopenhagener Holmens Kirke. Aus der Ehe gingen die Tochter Annette Elise und der Sohn Ove Christian Frederik Knuth-Knuthenborg (* 9. Mai 1928 in Frederiksberg, † 1. Dezember 1985) hervor.
Karriere
Am 1. November 1932 wurde Knuth Kapitänleutnant und Batteriechef bei der sechsten Artillerieabteilung, am 1. November 1934 Kapitän und Batteriechef bei der fünften Artillerieabteilung. 1935 bis 1937 war er Adjutant von König Christian X. Am 16. April 1947 wurde er zum Oberstleutnant ernannt. 1948 nahm Knuth seinen Abschied beim Heer und war bis 1952 Hofchef. Am 1. Mai 1953 wurde er Sekretär und Kontorchef des Ordenskapitels.

## Auszeichnungen
- 26. September 1935: Ritterkreuz des Dannebrogordens
- 6. Juli 1946: Dannebrogsmændenes hæderstegn
- 1. April 1947: Kammerherr König Christian IX. und Zeremonienmeister
- 1. August 1947: Kammerherr Königin Alexandrines
- 24. Dezember 1949: Komtur II. Klasse des Dannebrogordens
- 1. Mai 1963: Komtur I. Klasse des Dannebrogordens

## Vorfahren
| Sigismund Knuth Graf von Knuthenborg | Christian Frederik Knuth Graf von Knuthenborg | Johan Sigismund Knuth Graf von Knuthenborg        | Julius Knuth Graf von Knuthenborg                    |
| Sigismund Knuth Graf von Knuthenborg | Christian Frederik Knuth Graf von Knuthenborg | Johan Sigismund Knuth Graf von Knuthenborg        | Georgine Frederikke Vilhelmine Knuth, geb. von Hauch |
| Sigismund Knuth Graf von Knuthenborg | Christian Frederik Knuth Graf von Knuthenborg | Johanne Charlotte Elise Knuth, geb. von Lüttichau | Mathias von Lüttichau Generalleutnant                |
| Sigismund Knuth Graf von Knuthenborg | Christian Frederik Knuth Graf von Knuthenborg | Johanne Charlotte Elise Knuth, geb. von Lüttichau | Christiane Hansine Gottholdine von Lüttichau         |
| Sigismund Knuth Graf von Knuthenborg | Sigrid Knuth, geb. Lorck                      | ?                                                 | ?                                                    |
| Sigismund Knuth Graf von Knuthenborg | Sigrid Knuth, geb. Lorck                      | ?                                                 | ?                                                    |
| Sigismund Knuth Graf von Knuthenborg | Sigrid Knuth, geb. Lorck                      | ?                                                 | ?                                                    |
| Sigismund Knuth Graf von Knuthenborg | Sigrid Knuth, geb. Lorck                      | ?                                                 | ?                                                    |